# Peter Spiring
Peter John Spiring (Glastonbury, 13 dicembre 1950) è un ex calciatore inglese, di ruolo attaccante.

## Carriera
Formatosi nel Bristol City, gioca con i Robins sino al marzo 1973 nella serie cadetta inglese, raggiungendo anche le semifinali della Football League Cup 1970-1971, perse contro i futuri campioni del Tottenham.
Nel 1971, durante la sua militanza con il Bristol City, è ceduto in prestito agli statunitensi dei Washington Darts, franchigia della North American Soccer League, con cui ottiene in campionato il terzo posto nella Southern Division.
Il 6 marzo 1973 viene ingaggiato per £60.000 dal Liverpool, squadra della massima serie inglese, cosa che gli permetterà, senza mai esordire, di vincere la First Division 1972-1973, la Coppa UEFA 1972-1973 e la FA Charity Shield 1974. La sua militanza con i Reds fu funestata da numerosi infortuni che lo costrinsero ai margini della rosa.
Nel novembre 1974 passa al Luton Town, sempre nella massima serie inglese, con cui retrocede in cadetteria al termine della First Division 1974-1975. La sua militanza con gli Hatters fu nuovamente, come già accaduto con il Liverpool, funestata da un infortunio, la rottura di un dito, che gli fece perdere il posto in squadra nei confronti dell'emergente Ron Futcher.
Nel corso della stagione seguente passa all'Hereford Utd, club di terza divisione. Con gli Whites vinse così la Third Division 1975-1976, ottenendo la promozione in cadetteria. La Second Division 1976-1977 si concluse con la retrocessione di Spiring e dei suoi in terza serie a causa del ventiduesimo ed ultimo posto ottenuto.
Anche la stagione seguente si concluse con una retrocessione in quarta serie a causa del ventitreesimo e penultimo posto ottenuto. Militò con l'Hereford United sino al 1983, sempre in Fourth Division. Lasciato il calcio giocato restò a vivere a Hereford.
Giocò anche nelle rappresentative giovanili inglesi.

## Palmarès

### Competizioni nazionali
- Campionato inglese: 1

Liverpool: 1972-1973
- Charity/Community Shield: 1

Liverpool: 1974
- Third Division: 1

Hereford Utd: 1975-1976

### Competizioni internazionali
- Coppa UEFA: 1

Liverpool: 1972-1973